# 金牛座53
金牛座53，又名BD+20 733，HD 27295、SAO 76548、HR 1339，是金牛座的一颗恒星，视星等为5.35，位于銀經174.52，銀緯-20.28，其B1900.0坐标为赤經4h 13m 32.3s，赤緯+20° -20.28′ 2″。